# Отто Штанге
Отто Штанге (нім. Otto Stange; 30 березня 1890, Оттенгаузен — 15 жовтня 1980, Шопфгайм) — німецький воєначальник, генерал-майор люфтваффе. Кавалер Німецького хреста в золоті.

## Біографія
12 жовтня 1910 року вступив в армію. Учасник Першої світової війни. Після демобілізації армії залишений в рейхсвері. З 1 грудня 1922 року — технічний офіцер і офіцер батареї 5-го артилерійського полку. З 1 жовтня 1932 року служив в штабі 3-го транспортного батальйону. З 1 жовтня 1934 року — командир ескадрону 22-го транспортного батальйону. 1 квітня 1935 року переведений в люфтваффе і призначений командиром батареї 22-го зенітного дивізіону. З 1 жовтня 1936 року — командир дивізіону 32-го зенітного полку.
З 15 листопада 1938 року — консультант відділу ППО Управління озброєнь сухопутних військ, 1 жовтня 1939 року очолив відділ. З 6 липня 1940 року — командир 102-го зенітного полку. З 5 липня 1942 року — інспектор спорядження і боєприпасів при генералові зенітних військ Імперського міністерства авіації. З 9 березня 1944 року — вищий командир училищ польової зенітної артилерії. З 2 квітня 1945 року — командир 3-ї зенітної дивізії. 8 травня 1945 року взятий в полон британськими військами. 8 травня 1947 року звільнений.

## Звання
- Фенріх (1 листопада 1921)
- Оберфенріх (1 листопада 1922)
- Лейтенант (1 грудня 1922)
- Оберлейтенант (31 липня 1925)
- Ротмістр (1 березня 1933)
- Майор (1 жовтня 1936)
- Оберстлейтенант (1 квітня 1939)
- Оберст (1 жовтня 1941)
- Генерал-майор (20 квітня 1945)

## Нагороди
- Залізний хрест 2-го класу
- Почесний хрест ветерана війни з мечами
- Медаль «За вислугу років у Вермахті» 4-го, 3-го, 2-го і 1-го класу (25 років)
- Медаль «У пам'ять 1 жовтня 1938 року»
- Застібка до Залізного хреста 2-го класу
- Залізний хрест 1-го класу
- Нагрудний знак зенітної артилерії люфтваффе
- Німецький хрест в золоті (27 травня 1942)